# Deutscher Photodienst
 (septembre 2018).
Si vous disposez d'ouvrages ou d'articles de référence ou si vous connaissez des sites web de qualité traitant du thème abordé ici, merci de compléter l'article en donnant les références utiles à sa vérifiabilité et en les liant à la section « Notes et références ».
Deutscher Photodienst, ou Dephot, est une agence de presse allemande. Elle a été créée par Simon Guttman en 1928 et est devenue en 1933 Degephot (Deutsche Fotogemeinschaft).